# Большая каменная лестница

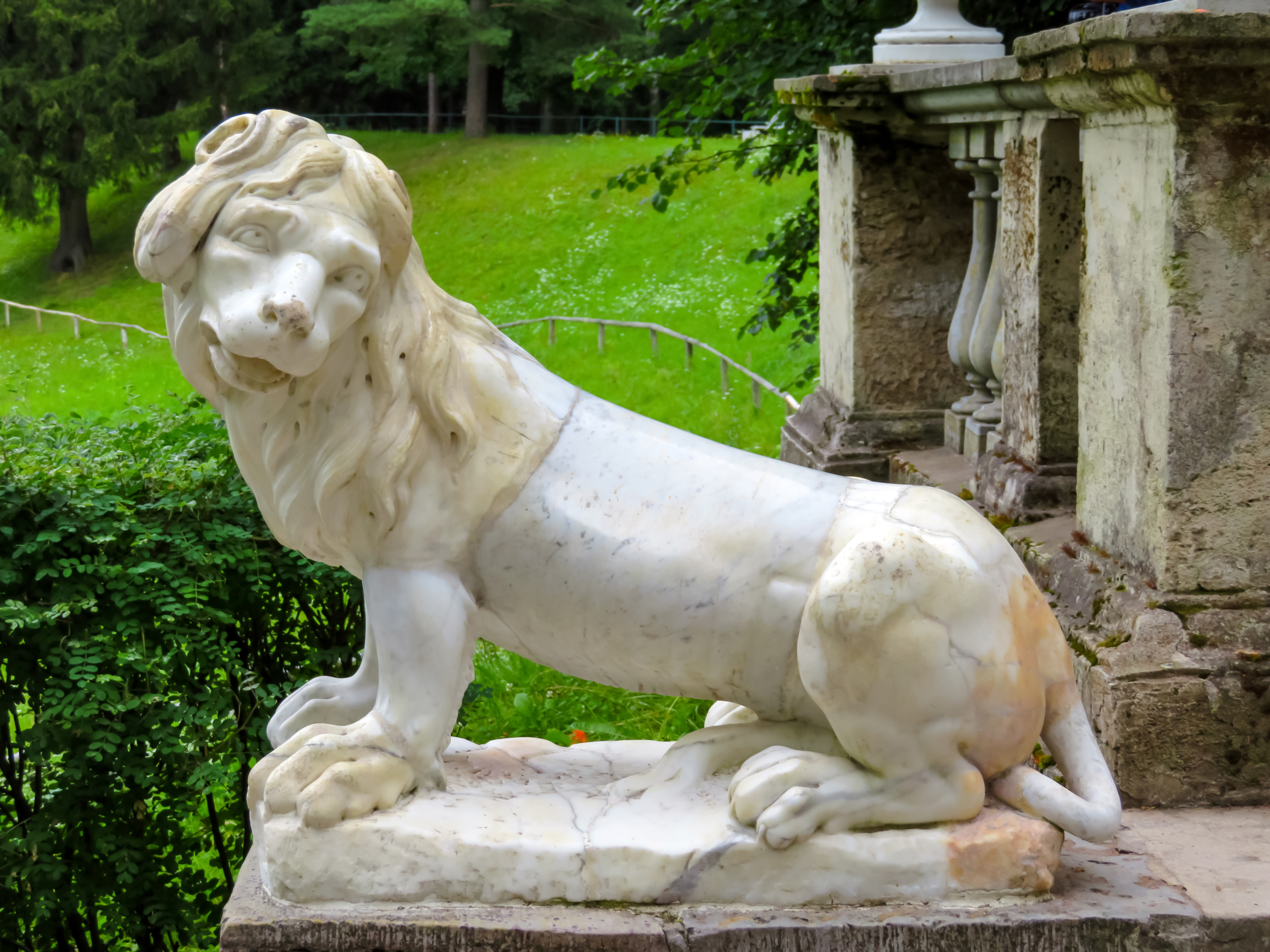
«Встречающий гостей» лев

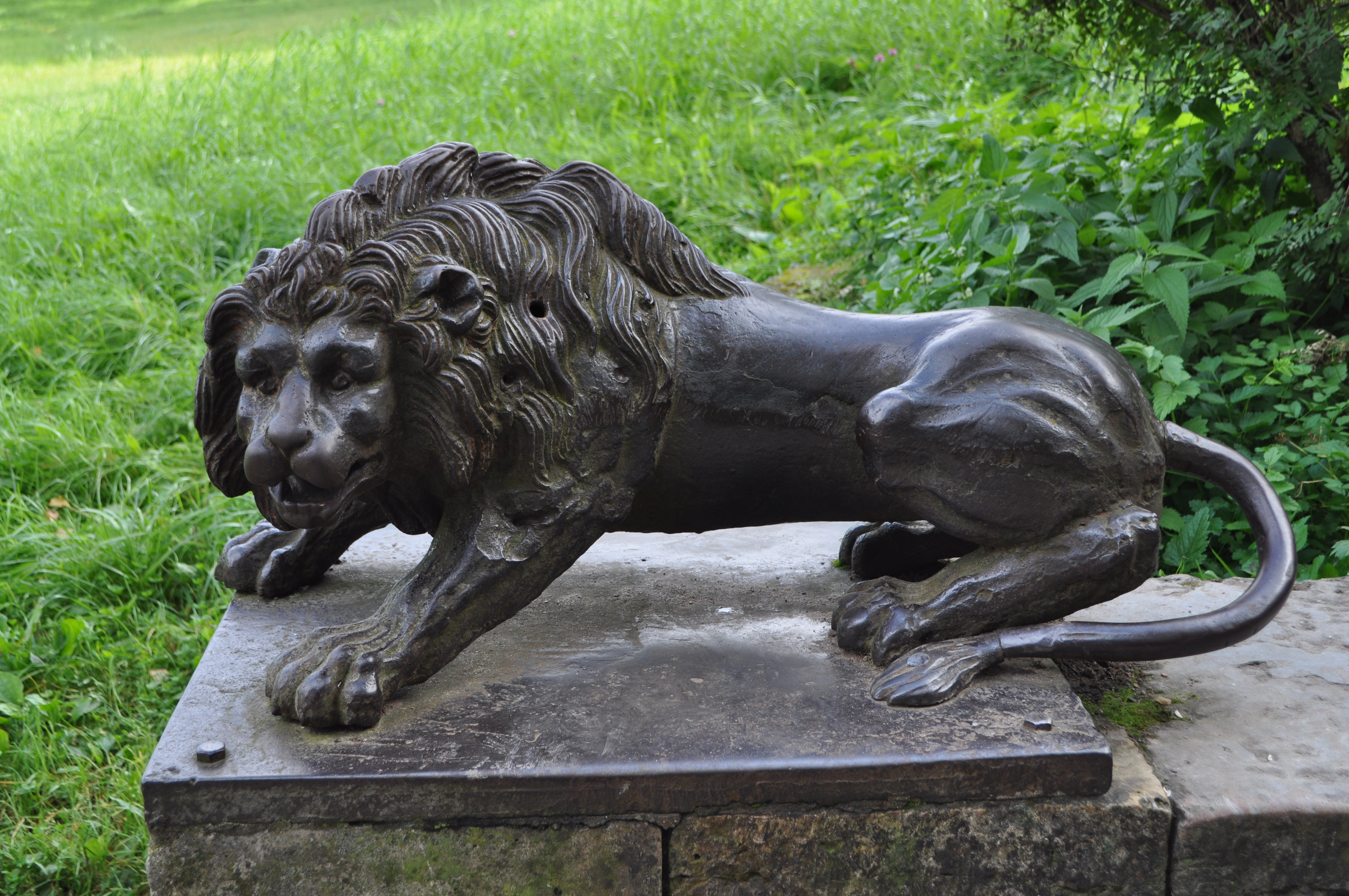
Лев, «охраняющий» дворец

Большая каменная лестница (Итальянская лестница, Лестница В. Бренна) — памятник архитектуры. Расположена в Павловском парке, связывает две части парка — долину реки Славянки и Придворцовый район.
Сооружена в 1799 году по проекту В. Бренны. Смета на постройку была составлена в марте, в апреле был заключён договор с подрядчиком И. Сергеевым. Ранее, со времён основания Павловска, рядом с этим местом находились искусственные руины (Башня-руина), снесённые для возможности создания новых построек.
У лестницы 4 марша и 64 ступени, сделанные из путиловской плиты, для большего эффекта перспективного сокращения она сужена кверху. От склона лестница отделена двенадцатью массивными блоками и кустами. На нижних блоках ограды стоят чугунные львы, будто готовящиеся к прыжку (словно охранники дворца), на верхних блоках, вровень с завершающей лестницу площадкой, также расположены статуи львов, но сидящих (мирно встречающих гостей) и мраморных. В. В. Нестеров, однако, высказывает мнение, что обернувшиеся друг к другу в динамичных позах чугунные львы не охраняют лестницу, а запечатлены в момент игры.
Боковые стороны верхней площадки лестницы огорожены сделанной из пудостского известняка балюстрадой, на которой стоят декоративные вазы-кратеры. Вазы изначально были порфировыми, сделанными на Колыванских заводах, но в середине XIX века их заменили на чугунные. Самое ранее упоминание о львах относится к 1801 году, а в документах Павловского музея-заповедника они впервые указаны в описи 1840 года.
Левая часть балюстрады и лев рядом с ней пострадали от упавшей во время Великой Отечественной войны авиабомбы. После войны сначала была отреставрирована сама лестница, позднее — львы.